# Love by Chance
Reminders
Love by Chance est un drama BL thaïlandais adaptant un roman. La série est diffusée sur GMM 25 et est disponible gratuitement sur LINE TV avec des sous-titres anglais et coréen, sur la chaîne YouTube  officielle de la série avec des sous-titres en français et disponible sur Rakuten Viki avec les sous-titres français, anglais, espagnol, allemand, chinois...

## Synopsis
Pete est un grand et beau jeune homme, et est aussi populaire auprès des filles. Mais à leur grand regret, ce dernier est gay. Trump, un de ses camarades, lui tend un piège en lui faisant croire qu’il l’aime, et par la suite le fait chanter pour de l'argent.
Quelques jours après, Pete fait la connaissance de Ae, un des joueurs de l'équipe du foot de la fac. Ce dernier vole à son secours alors qu'il se fait tourmenter par Trump. À la suite de cet incident, Ae devient en quelque sorte le garde du corps de Pete et ce dernier en tombe amoureux.
Il décide pourtant de garder ses sentiments pour lui, sachant pertinemment qu'Ae est hétéro...

## Personnages

### Personnages principaux
- Pete vient d'une famille assez enrichie, ce qui ne passe pas dans l'oreille d'un sourd, plus précisément, un garçon se prénommant Trump qui lui soudoie de l'argent sous peine de dévoiler à sa mère, son orientation sexuelle : prétendument être gay. Depuis le début de l'histoire, Pete est une personne très timide auprès des autres et il est aussi très naïf d'une certaine façon.
- Ae est un garçon très protecteur envers Pete, dès le début, et il ne se gêne pas pour dire sa façon de penser, surtout à son ami Pond. Dans l'épisode 1, Ae rencontre Pete pour la première fois lorsqu'il l'aperçoit traverser la rue sans regarder des deux côtés. Ae est un garçon de la classe moyenne. Autant dire que même s'il n'a pas autant d'argent que Pete, il ne  manque pas de cœur. Il vient en aide à Pete chaque fois que ce dernier se retrouve en situations malencontreuses et le soutient aussi pour son orientation sexuelle. C'est d'ailleurs lui qui incite Pete à avouer la vérité à sa mère soit étant être gay.
- Tin est l'ami de Pete et va dans la même faculté que lui. Il est connu pour sa beauté mais également pour sa méchanceté, son regard froid et sa langue de vipère. Tin est un garçon d'une famille de riche, tout comme Pete. Tin est contre le fait que les deux groupes ; les « pauvres » et les « riches » puissent bien s'entendre et devenir ami. Il  pense que les gens ne s'intéressent à eux seulement à cause de  leur argent. On apprend, dans l'épisode 10 que Tin n'a jamais reçu d'amour de ses parents, seul son grand frère se montrait gentil avec lui. Un soir, il a surpris une conversation entre sa mère et son grand frère, où celui-ci déclarait détester Tin et conseillait à sa mère de se méfier de lui. Depuis ce jour, Tin s'est fermé aux autres, car il pense que s'il ne fait plus confiance à personne, il ne pourra plus être blessé.
- Can est un ami de Ae. Ils font tous les deux partie de l'équipe de foot de l'université. Il est assez naïf, mais ne manque pas de gentillesse. L'hyperactivité est aussi un trait de sa personnalité. Ceux qui ne le connaissent pas pourraient dire qu'il agit comme un enfant de 5 ans, la plupart du temps, quand  il quête fréquemment ses amis pour lui acheter de la nourriture afin de satisfaire son immense appétit. Son nom complet: Cantaloupe, est révélé dans l'épisode 11 par sa mère, en présence de Lay, sa sœur ainsi que Tin, lors d'un dîner.
- Techno est le capitaine de l'équipe de foot de l'université.
- Kengkla est le meilleur ami du petit frère de Techno. Il est amoureux de Techno.
- Thum
- Tar

### Personnages secondaires
- Pond est un ami et le colocataire de Ae. Il passe son temps libre à regarder du porno et à se mêler des affaires des autres mais est très gentil avec les autres  . Il est en couple avec chaAim
- ChaAim est la petite amie de Pond et une amie de pete et ae . Elle et pond se sont rencontrés à son travail et ont continué de se fréquenter jusqu'à devenir petit/e ami/e
- Ping est un ami de Ae.
- Bow est une amie de Ae.
- Type est un ami de Techno et s'occupe de l'équipe de foot de l'université avec Techno. Il aurait dû être le capitaine, mais a refusé. Il est le petit ami de l'ex de Tar(Tharn de la série Tharntype)et l'ancien meilleur ami de Thum.
- Champ est un ami de Techno et s'occupe de l'équipe de foot de l'université avec Techno.
- Good est le meilleur ami de Can. Il est toujours très lent. Beaucoup se demandent comment ils sont devenus amis avec des personnalités aussi opposées.
- "Nic" Technique est le petit frère de Techno et le meilleur ami de Kengkla. Il aide ce dernier dans ses tentatives de rapprochement avec Techno contre des services.
- Chompoo est une lycéenne amoureuse de Ae. Elle est amie avec la sœur de Can, Lemon.
- Lemon est la sœur de Can. Elle est fan de yaoi.

## Distribution

### Personnages principaux
- Tanapon Sukhumpantanasan (Perth) : Ae
- Suppapong Udomkaewkanjana (Saint) : Pete
- Phiravich Attachitsataporn (Mean) : Tin
- Rathavit Kijworaluk (Plan) : Can
- Napat Na Ranong (Gun) : Techno
- Siwat Jumlongkul (Mark) : Kengkla
- Kirati Puangmalee (Title) : Tum
- Katsamonnat Namwirote (Earth) : Tar

|                           |
| Mean l'interprète de Tin. |

|                            |
| Earth l'interprète de Tar. |

### Personnages secondaires
- "Soodyacht" Surat Permpoonsavat : Pond
- "James"  Prapatthorn Chakkhuchan : Ping
- "Sammy" Samantha Melanie Coates : Bow
- "Earth" Pirapat Watthanasetsiri : Type
- "Ew" Channanda Chieovisaman:  Champ
- "Best" Wittawin Veeravidhayanant : Good
- Kris Songsamphant : "Nic" Technique
- "Bua" Mudchima Pluempitiviriyavaj : Chompoo
- "Pray" Praeploy Oree : Lemon, la sœur de Can
- "Cherreen" Nachjaree Horvejkul : Cha-am
- "Pineare" Pannin Charnmanoon : Deli
- "M" Phurin Ruangvivatjarus : Trump
- "Na" Thanaboon Wanlopsirinun : Tul
- "Ball" Wittawat Singlampong : Ao
- "Tye" Chutima Limjaloenrat : Nut
- "Am" Choolwaree Chutiwatkajornchai : la mère d'Ae
- "Um"Apasiri Nitibhon : la mère de Pete
- "Mam" Preya Wongragreb : la mère de Can
- "Rene" Lannaphat Sooyacheewin : Yim
- "Shogun"Pisit Mahatthanajatuphat : Phu
- "Max" Pongsathorn Cheewatham : Tin enfant
- "Max" Tinnapat Tinnakorn : Tul enfant
- "Guy" Pakin Nantajiwakornchai : Pete enfant
- Yourboy Nuree : Money